# Erigone
Erigone is een geslacht van spinnen uit de familie hangmatspinnen (Linyphiidae).

## Soorten
De volgende soorten zijn bij het geslacht ingedeeld:
- Erigone albescens Banks, 1898
- Erigone aletris Crosby & Bishop, 1928
- Erigone allani Chamberlin & Ivie, 1947
- Erigone alsaida Crosby & Bishop, 1928
- Erigone angela Chamberlin & Ivie, 1939
- Erigone antarctica Simon, 1884
- Erigone antegona Chickering, 1970
- Erigone aptuna Chickering, 1970
- Erigone arctica (White, 1852)
  - Erigone arctica maritima Kulczyński, 1902
  - Erigone arctica palaearctica Braendegaard, 1934
  - Erigone arctica sibirica Kulczyński, 1908
  - Erigone arctica soerenseni Holm, 1956
- Erigone arcticola Chamberlin & Ivie, 1947
- Erigone arctophylacis Crosby & Bishop, 1928
- Erigone aspura Chamberlin & Ivie, 1939
- Erigone atra Blackwall, 1833
- Erigone autumnalis Emerton, 1882
- Erigone barrowsi Crosby & Bishop, 1928
- Erigone benes Chamberlin & Ivie, 1939
- Erigone bereta Chickering, 1970
- Erigone bifurca Locket, 1982
- Erigone blaesa Crosby & Bishop, 1928
- Erigone brevipes Tu & Li, 2004
- Erigone canthognatha Chamberlin & Ivie, 1935
- Erigone clavipalpis Millidge, 1991
- Erigone coloradensis Keyserling, 1886
- Erigone convalescens Jocqué, 1985
- Erigone cristatopalpus Simon, 1884
- Erigone crosbyi Schenkel, 1950
- Erigone decens Thorell, 1871
- Erigone dentichelis Miller, 1970
- Erigone denticulata Chamberlin & Ivie, 1939
- Erigone dentigera O. P.-Cambridge, 1874
- Erigone dentipalpis (Wider, 1834)
  - Erigone dentipalpis syriaca O. P.-Cambridge, 1872
- Erigone dentosa O. P.-Cambridge, 1894
- Erigone digena Chickering, 1970
- Erigone dipona Chickering, 1970
- Erigone dumitrescuae Georgescu, 1969
- Erigone edentata Saito & Ono, 2001
- Erigone eisenschmidti Wunderlich, 1976
- Erigone ephala Crosby & Bishop, 1928
- Erigone fellita Keyserling, 1886
- Erigone fluctuans O. P.-Cambridge, 1875
- Erigone fluminea Millidge, 1991
- Erigone grandidens Tu & Li, 2004
- Erigone himeshimensis Strand, 1918
- Erigone hydrophytae Ivie & Barrows, 1935
- Erigone hypenema Crosby & Bishop, 1928
- Erigone hypoarctica Eskov, 1989
- Erigone infernalis Keyserling, 1886
- Erigone irrita Jocqué, 1984
- Erigone jaegeri Baehr, 1984
- Erigone jugorum Simon, 1884
- Erigone koratensis Strand, 1918
- Erigone koshiensis Oi, 1960
- Erigone lata Song & Li, 2008
- Erigone longipalpis (Sundevall, 1830)
  - Erigone longipalpis meridionalis Simon, 1926
  - Erigone longipalpis pirini Deltshev, 1983
- Erigone malvari Barrion & Litsinger, 1995
- Erigone marina L. Koch, 1882
- Erigone matanuskae Chamberlin & Ivie, 1947
- Erigone miniata Baert, 1990
- Erigone monterreyensis Gertsch & Davis, 1937
- Erigone neocaledonica Kritscher, 1966
- Erigone nepalensis Wunderlich, 1983
- Erigone nigrimana Thorell, 1875
- Erigone nitidithorax Miller, 1970
- Erigone ostiaria Crosby & Bishop, 1928
- Erigone palustris Millidge, 1991
- Erigone paradisicola Crosby & Bishop, 1928
- Erigone pauperula (Bösenberg & Strand, 1906)
- Erigone personata Gertsch & Davis, 1936
- Erigone poeyi Simon, 1897
- Erigone praecursa Chamberlin & Ivie, 1939
- Erigone prominens Bösenberg & Strand, 1906
- Erigone promiscua (O. P.-Cambridge, 1873)
- Erigone pseudovagans Caporiacco, 1935
- Erigone psychrophila Thorell, 1871
- Erigone reducta Schenkel, 1950
- Erigone remota L. Koch, 1869
  - Erigone remota dentigera Simon, 1926
- Erigone rohtangensis Tikader, 1981
- Erigone rutila Millidge, 1995
- Erigone sagibia Strand, 1918
- Erigone sagicola Dönitz & Strand, 1906
- Erigone sinensis Schenkel, 1936
- Erigone sirimonensis Bosmans, 1977
- Erigone spadix Thorell, 1875
- Erigone strandi Kolosváry, 1934
- Erigone stygia Gertsch, 1973
- Erigone svenssoni Holm, 1975
- Erigone tamazunchalensis Gertsch & Davis, 1937
- Erigone tanana Chamberlin & Ivie, 1947
- Erigone tenuimana Simon, 1884
- Erigone tepena Chickering, 1970
- Erigone tirolensis L. Koch, 1872
- Erigone tolucana Gertsch & Davis, 1937
- Erigone tristis (Banks, 1892)
- Erigone uintana Chamberlin & Ivie, 1935
- Erigone uliginosa Millidge, 1991
- Erigone watertoni Simon, 1897
- Erigone welchi Jackson, 1911
- Erigone whitneyana Chamberlin & Ivie, 1935
- Erigone whymperi O. P.-Cambridge, 1877
  - Erigone whymperi minor Jackson, 1933
- Erigone wiltoni Locket, 1973
- Erigone zabluta Keyserling, 1886
- Erigone zheduoshanensis Song & Li, 2008